# Валери Франкел
Валери Франкел (на английски: Valerie Frankel) е американска журналистка, блогърка и писателка на бестселъри в жанра любовен роман, чиклит и романтичен трилър.

## Биография и творчество
Валери Франкел е родена на 15 януари 1965 г. в Нюарк, Ню Джърси, САЩ, в семейството на Хауърд (лекар) и Джуди Франкел. Завършва през 1987 г. Колеж „Дартмут“ с бакалавърска степен по журналистика.
След дипломирането си в периода 1987 – 1989 г. работи като журналист в списание „New York Woman“ в Ню Йорк, а в периода 1990 – 1995 г. е съредактор и през 1993 – 1999 г. член на редколегията на списание „Mademoiselle“, Ню Йорк. Пише и за национални медии като „Allure“, „Glamour“, „Self“, „Cosmopolitan“ и списание „O“. Като журналист печели наградата „Кларион“. Заедно с работата си започва да пише романтични трилъри и чиклит любовни романи. След раждането на двете си деца се посвещава на писателската си кариера.
Първият ѝ роман „A Deadline for Murder“ от поредицата „Мистериите на Уанда Малъри“ е публикуван през 1991 г. В следващите години работи с писателката Елън Тиен по няколко документални книги.
През 2000 г. е издаден първият ѝ самостоятелен роман „Кафе „Love“, който става бестселър.
Валери Франкел живее със семейството си в Бруклин, Ню Йорк.

## Произведения

### Самостоятелни романи
- Smart Vs. Pretty (2000) 
Кафе „Love“, изд. Издателска група „България“ (2009), прев. Гергана Найденова
- The Accidental Virgin (2003)
- The Not-So-Perfect Man (2004)
- The Girlfriend Curse (2005)
- Hex and the Single Girl (2006)
- I Take This Man (2007)
- Four of a Kind (2012)

### Серия „Мистериите на Уанда Малъри“ (Wanda Mallory Mystery)
1. A Deadline for Murder (1991)
2. Murder on Wheels (1992)
3. Prime Time for Murder (1994)
4. A Body to Die for (1995)

### Серия „Гимназистки“ (Fringe Girl)
1. Fringe Girl (2006)
2. Fringe Girl in Love (2007)
3. American Fringe (2008)
4. Fringe Benefits (2008)

### Новели
- Mom Overboard (2014)

### Документалистика
- Heartbreak Handbook (1994) – с Елън Тиен
- The I Hate My Job Handbook: How to Deal with Hell At Work (1996) – с Елън Тиен
- Prime Time Style: The Ultimate Tv Guide to Fashion Hits-- And Misses (1996) – с Елън Тиен
- The Best You'll Ever Have: What Every Woman Should Know About Getting And Giving Knock-your-socks-off Sex (2004) – с Шанън Мулен
- Thin Is the New Happy (2008)
- Men Are Stupid... And They Like Big Boobs: A Woman's Guide to Beauty Through Plastic Surgery (2009) – с Джоан Ривърс
- It's Hard Not to Hate You (2011)